# Københavnere
Københavnere er en dansk komediefilm fra 1933.

## Medvirkende
- Christian Arhoff ... Erik's stedfar
- Olga Svendsen... Olivia
- Agnes Rehni ... Direktørfruen
- Aase Clausen ... Danserinden
- Erling Schroeder... Erik
- Ib Schønberg
- Holger Strøm
- Arthur Jensen
- Per Knutzon
- Alex Suhr
- Anton de Verdier
- Randi Michelsen
- Ellen Jansø
- Ingeborg Pehrson
- Christian Schrøder
- Sigvald Larsen

## Eksterne Henvisninger
- Københavnere på Internet Movie Database (engelsk)
- Københavnere på Filmdatabasen
- Københavnere på danskefilm.dk
- Københavnere på danskfilmogtv.dk
- Københavnere i Svensk Filmdatabas (svensk)
- Københavnere på The Movie Database (engelsk)